# 白雪公主与猎人
是一部2012年上映的美国奇幻动作片，由英国导演鲁伯特·山德斯执导，查理兹·塞隆、克里斯汀·斯图尔特、克里斯·海姆斯沃斯主演。
续集《狩獵者：凜冬之戰》於2016年上映。

## 劇情
讲述白雪公主遭遇了邪恶王后的蹂躏。但王后在雇佣猎人追捕白雪公主时，猎人不忍心杀害白雪公主，反而帮助公主，于是两人一起踏上了亡命之旅并发展出爱情的黑暗版魔幻故事。

## 演员
| 演員                                            | 角色                      | 簡介 |
| ----------------------------------------------- | ------------------------- | --- |
| 克莉絲汀·史都華 童年：拉菲·卡西迪               | 白雪公主 Snow White       | 擁有絕世美貌：皮膚純白如雪，嘴唇赤紅如血，頭髮烏黑如墨。小時候目睹父王的死亡，更被王后關進牢中過著不見天日的生活，所有人都以為自己已死。後受大自然引領，逃出監牢更進入黑森林，為復仇而戰的途中遇到很多同伴，甚至受到白鹿的祝福。 |
| 莎莉·賽隆                                       | 拉維娜 Ravenna 王后       | 以美人計將白雪公主的父王殺死，繼而奪取其王國。後將白雪公主關進牢裏。擁有法力，只有「天下最美的女人之血」才可以殺死自己。在黑森林裏，她無法使用法力。以法力保持著自己與弟弟的青春。經常吸取年輕貌美的少女的青春活力來保持魔力。   |
| 克里斯·漢斯沃                                   | 艾瑞克 Eric 猎人          | 妻子死後便過著酗酒生活。由於曾經從黑森林裏逃出來，而被王后指派殺死逃進黑森林的白雪公主。起初並不知道自己要殺的人便是已故國王的女兒。後來是他的吻使白雪公主復甦，暗示了他才是白雪公主的真愛。                                     |
| 山姆·克拉弗林                                   | 威廉 William 哈蒙公爵之子 | 白雪公主童年的玩伴。小時候因沒有能力，在王城被攻陷時親眼看著白雪公主被挾持。長大後成為一位神箭手。得悉白雪公主仍在世的消息後，而潛入追殺白雪公主的部隊中。                                                                       |
| 薩姆·斯普盧爾                                   | 芬恩 Finn 執法者          | 王后的弟弟，是王后唯一信賴的人。依賴著姐姐的法力維持生命及治癒傷口。曾污辱白雪公主不成更被其逃走，因而受命追殺白雪公主。最後因王后法力不足，被獵人殺死。                                                                         |
| 文生·雷根                                       | 漢蒙公爵 Duke Hammond     | 國王死後，在一個遠離城堡的地方設立一個收容地，讓逃出王后勢力的人民避難。對兒子的任性很苦惱。 |
| 莉莉·高爾                                       | 葛蕾特 Greta 少女         | 在逃亡至哈蒙公爵的城堡途中被王后的部隊捉住，關在白雪公主的隔壁牢房。驚訝白雪公主仍在世，並告知她哈蒙公爵仍在為她父王奮戰。後來被王后吸取精力而變老。故事最後王后死去，魔力失效，因而變回年輕。                                   |
| 克里斯托弗·奥比·奥古古阿 Christopher Obi Ogugua | 魔镜                      | 王后法力所生之物。 |
| 伊恩·麥克夏恩                                   | 畢思 Beith                | 小矮人。小矮人中的領袖。 |
| 鮑勃·霍斯金斯                                   | Muir                      | 小矮人。年老及失明的小矮人，有預知的能力。 |
| 強尼·哈里斯                                     | Quert                     | 小矮人。Muir的兒子。 |
| 托比·瓊斯                                       | Coll                      | 小矮人。Duir的兄弟。 |
| 埃迪·馬桑                                       | Duir                      | 小矮人。Coll的兄弟。 |
| 布莱恩·格里森                                   | Gus                       | 小矮人。最年輕的小矮人，最常粘著白雪公主。 |
| 雷·溫斯頓                                       | Gort                      | 小矮人。容易發脾氣的小矮人。 |
| 尼克·佛洛斯特                                   | Nion                      | 小矮人。畢思的左右手。 |

## 制作
影片在英国拍摄。从2011年9月26日至9月29日在威尔士的Pembrokeshire进行了一些拍摄。

## 獎項
| 頒獎典禮           | 獎項         | 得獎者 | 結果 |
| 第85屆奧斯卡金像獎 | 最佳服裝設計 | 柯琳·艾特伍（Colleen Atwood）                                                                                     | 提名 |
| 第85屆奧斯卡金像獎 | 最佳視覺效果 | 賽德瑞克·尼可拉斯-托楊 菲利普·布倫南（Philip Brennan） 尼爾·科博爾德（Neil Corbould） 麥可·道森（Michael Dawson） | 提名 |

## 评价
本片的烂番茄好评率为48%，Metacritic上得到57分。
好评：
- 今日美國：“影片将白雪公主的故事拍得如此黑暗和疯狂，本身就是一次值得肯定的创新和颠覆，而史都華的表演终于摆脱了《暮光之城》那種令人日渐厌烦的表情。”
- 華爾街日報：“虽然影片出自环球电影公司之手，却吸取了迪士尼的精髓，全片高潮迭起，让人看得津津有味。”

差评：
- 基督科學箴言報：“影片的特技效果可圈可点，但故事并无过人之处。史都華扮演的女主角表演夸张做作，远没有賽隆扮演的邪恶皇后那么准确，这是影片的遗憾之一。”
- 舊金山紀事報：“影片的节奏拖沓缓慢，剧情无聊，除了特效场面和賽隆的狂放演出之外，很难找到亮點。”[7]

## 票房
美国
美国首周末以5625万美圆的成绩夺冠。
| 上一届： 《MIB星際戰警3》 | 2012年美國週末票房冠軍 第22週                  | 下一届： 《馬達加斯加3：歐洲大圍捕》 |
| 上一届： 《MIB星際戰警3》 | 2012年台北週末票房冠軍 第22週（6月1日—6月3日） | 下一届： 《普罗米修斯》              |